# Nechesia
Nechesia é um gênero de traça pertencente à família Arctiidae.